# 臺中市政府運動局
臺中市政府運動局為臺中市政府一級機關，負責臺中市各項體育相關的行政業務與推廣活動辦理。

## 歷史
- 1976年，臺中縣立體育館（今臺中市豐原體育館）落成啟用。
- 1977年，位於臺中縣豐原市豐北街的臺中縣立體育場（今臺中市豐原區體育場、田徑場）落成啟用，專責管理單位「臺中縣立體育場」亦同時成立。
- 1984年，位於臺中縣清水鎮的臺中縣立網球場（今臺中市網球場）以及位於潭子鄉的臺中縣立游泳池（今臺中市游泳池）落成啟用。
- 1986年，臺中縣立體育場正式納入臺中縣政府，成為所屬機關。
- 1994年，位於臺中縣梧棲鎮的臺中縣立港區綜合體育館（今臺中港區綜合體育館）落成啟用。
- 1998年11月，位於臺中縣清水鎮的臺中縣立自由車場（今臺中市自由車場）落成啟用；至此，臺中縣立體育場已負責田徑場、豐原體育館、網球場、游泳池、港區綜合體育館及自由車場的管理權。
- 2010年12月25日，臺中市縣合併，臺中縣立體育場改制為「臺中市體育處」，設4組1室1員，隸屬臺中市政府教育局，辦公場所遷至臺中市政府陽明大樓。
- 2015年1月21日，為迎接由臺中市主辦的2019年東亞青年運動會，臺中市市長林佳龍於中華民國104年臺中市中等學校運動會開幕典禮宣佈，臺中市體育處計畫升格為「臺中市政府體育局」[1]。
- 2017年4月10日，臺中市體育處改制升格為「臺中市政府運動局」，下設四科四室。

## 組織
- 局長
  - 副局長
    - 主任秘書
      - 專門委員（兩員）

### 行政業務單位
- 運動產業科
- 運動設施科
- 競技運動科
- 全民運動科
- 秘書室
- 政風室
- 人事室
- 會計室

### 相關運動場館
| 直接管轄場館 - 臺中巨蛋（施工中） - 臺中市自由車場 - 臺中市豐原區體育場 - 霧峰健體中心 - 神岡區游泳池 - 石岡區游泳池 | 運動中心 - 臺中市網球中心（一期完工，二期興建中） - 朝馬國民運動中心 - 北區國民運動中心 - 南屯國民運動中心 - 長春國民暨兒童運動中心 - 大里國民暨兒童運動中心 - 潭子國民暨兒童運動中心 - 豐原國民運動中心（興建中） - 北屯國民運動中心（興建中） - 太平國民運動中心（興建中） - 清水國民運動中心（興建中） - 烏日全民運動館 (興建中) |

| 運動公園 - 臺中港區運動公園 - 潭子運動公園 - 大肚運動公園 - 梧棲運動公園 - 大里運動公園 | 委外代管場館 - 臺中洲際棒球場 （页面存档备份，存于） - 棒壘球打擊場 （页面存档备份，存于） - 沙鹿區立游泳池 - 大肚區立游泳池 - 太平區立游泳池 - 梧棲區立游泳池 - 龍井區立游泳池 - 大雅區立游泳池 - 東勢區立游泳池 - 石岡區立游泳池 - 烏日區立游泳池 - 烏日區溫水游泳池 - 大里區立游泳池 - 三信游泳池 - 中興水世界 - 東峰游泳池（溦東峰廣場） |

## 歷任首長
臺中市體育處長
- 朱國隆
- 劉耿江
- 林昌佑
- 房瑞文
- 郭明洲

臺中市政府運動局籌備處主任
- 黃景茂（臺中市政府秘書長兼任）

臺中市政府運動局長
1. 王慶堂：2017年4月10日—2018年12月24日
2. 李昱叡：2018年12月25日—2024年7月31日
3. 游志祥：2025年1月10日—現任

## 相關組織
- 教育部體育署
- 臺中市體育總會

## 外部連結
- 臺中市政府運動局 （页面存档备份，存于）（繁體中文）